# Montgomery Scott
Montgomery "Scotty" Scott, es un personaje ficticio que aparece en la franquicia de ciencia ficción Star Trek. Es presentado como el ingeniero jefe de la USS Enterprise NCC-1701 y es especialista en los motores y la propulsión de la misma. Creado por Gene Roddenberry, es interpretado por James Doohan, apareciendo en todas la temporadas de La serie original, así como en sus películas posteriores: Star Trek, The Motion Picture, The Wrath of Khan, The Search for Spock, The Voyage Home, The Final Frontier, The Undiscovered Country y Star Trek: Generations), así como en un episodio de The Next Generation.
Simon Pegg asumió el personaje y apareció en el reinicio de Star Trek (2009)  y sus secuelas, Star Trek Into Darkness (2013) y Star Trek Beyond (2016). En 2023, una versión joven de Scotty apareció en el episodio final de la segunda temporada de Star Trek: Strange New Worlds, interpretado por Martin Quinn.

## Desarrollo
Doohan fue elegido como el ingeniero de la Enterprise para el segundo piloto de Star Trek, "Where No Man Has Gone Before" (1966) por recomendación del director de ese episodio, James Goldstone, que había trabajado con él antes. El personaje casi no llegó al programa después de que el creador de la serie Gene Roddenberry le envió a Doohan una carta informándole: "No creemos que necesitemos un ingeniero en la serie". Sólo gracias a la intervención del agente de Doohan el personaje permaneció.
Doohan probó una variedad de acentos para el papel y decidió usar un acento escocés porque pensaba que los escoceses eran los mejores ingenieros. El propio Doohan eligió el primer nombre de Scotty, Montgomery (el segundo nombre del propio Doohan), en honor a su abuelo materno James Montgomery. En un memorando de producción de la tercera temporada, Roddenberry dijo que Doohan "es capaz de manejar cualquier cosa que le arrojemos" y que el "escocés adusto" funciona mejor cuando protege los motores de la nave.

## Biografía

### Representación de Doohan
Llamado familiarmente Scotty por sus amigos, como por ejemplo el Capitán James Tiberius Kirk, Montgomery Scott sirvió como ingeniero jefe en la primera USS Enterprise (NCC-1701), sirviendo a lo largo de su carrera en once naves distintas, entre ellas, la USS Enterprise (NCC-1701-D), la nave del Capitán Jean-Luc Picard. Licenciado en la academia de la Flota Estelar, en calidad de Ingeniero, desarrolló un particular talento para todas las máquinas y sistemas de la nave principal en la cual sirvió. Intuitivo como el que más, utiliza esta cualidad para resolver muchos de los problemas con los que toparon la tripulación del Enterprise, (Star Trek: TOS). Los motores de la nave no tienen secretos para él, y sin embargo en muchísimas ocasiones ha utilizado uno de sus dotes principales, la improvisación, para salvar la situación. Junto con su extrema profesionalidad, son estas capacidades suyas, las de combinar conocimientos e intuición, las que le han procurado la fama de El Obrero Milagroso. En el año 2294, después de 52 años de carrera, se jubiló, pero durante el viaje hacia la colonia de Norpin, donde iba a permanecer tranquilamente el resto de sus días, la nave que lo llevaba se estrelló en una esfera de Dyson. Scotty, el único superviviente, pasaría 75 años suspendido en un bucle del transportador, hasta que un equipo de la USS Enterprise NCC 1701-D lo rescató en el año 2369. Después de esta aventura, Scotty abandonó la idea del retiro y, a bordo de una lanzadera prestada por el Capitán Jean-Luc Picard, ha vuelto a viajar por la galaxia.

### Representación de Pegg
En septiembre de 2007, Paul McGillion audicionó para el papel de Scotty en el reinicio de Star Trek de 2009 y recibió el respaldo del hijo de James Doohan, Chris. Sin embargo, el casting de Simon Pegg se anunció el 11 de octubre de 2007. La interpretación de Pegg en el reinicio de Star Trek de 2009 tiene a Scotty atrapado trabajando en un puesto de avanzada aislado como castigo por transportar el preciado beagle del almirante Jonathan Archer desde de un planeta a otro y sin tener idea de dónde terminó. Con la ayuda de Spock Prime y James Kirk, se une a la tripulación del Enterprise y se convierte en el ingeniero jefe de la nave. Slate.com calificó la interpretación de Pegg de Scotty en el reinicio de Star Trek de 2009 como "jugosamente cómica".  El personaje de Scotty tiene un papel ampliado en la película Star Trek Beyond (escrita por Pegg y Doug Jung), en la que conoce a una mujer extraterrestre llamada Jaylah, que lo lleva a la nave estelar de la Federación estrellada, el USS Franklin. Trabajando juntos, los dos hacen que la nave vuelva a estar en condiciones de volar y Scotty ayuda a Jaylah a ver el valor de trabajar junto con una tripulación.

### Representación de Quinn
Un joven Scotty, interpretado por el actor escocés Martin Quinn, aparece en "Hegemony", el episodio final de la segunda temporada de Star Trek: Strange New Worlds. En ese episodio, Scotty tiene el rango de teniente junior y es el único superviviente de un ataque Gorn a su nave, el USS Stardiver. Después de escapar del Stardiver destrozado, Scotty tomó un transbordador y logró llegar a una colonia de la Federación en Parnassus Beta. Luego fue rescatado por el Enterprise.

## Disputa por su lugar de origen
Tras la muerte de Doohan, varias ciudades escocesas hicieron campaña para ser nombradas el "lugar de nacimiento oficial" de Scotty. Los guiones, los materiales de producción y la familia de Doohan respaldan la afirmación de que Aberdeen es el lugar de nacimiento de Scotty. En "Wolf in the Fold" (1967), Scotty dice que es "un viejo rastreador de pubs de Aberdeen", ya que creció y pasó parte de su réproba juventud allí. A pesar de esa advertencia, los líderes de la ciudad de Aberdeen propusieron planes para erigir un monumento al actor y personaje.

## Recepción
En 2009, IGN calificó a Scotty como el decimosexto mejor personaje de la franquicia Star Trek, incluidos los programas derivados producidos hasta ese momento.
En 2016, Screen Rant calificó a Scotty como el decimoctavo mejor personaje de Star Trek en general presentado en televisión y cine hasta ese momento, destacando al personaje como alguien que podía sacar al Enterprise de problemas, con frases que añadían tensión y humor. el espectáculo. En 2016, Scotty fue clasificado como el personaje número 19 más importante de la Flota Estelar dentro del universo de ciencia ficción de Star Trek por la revista Wired.
En 2018, The Wrap colocó a Scotty en el puesto 12 de 39 en un ranking de personajes principales del elenco de la franquicia Star Trek antes de Star Trek: Discovery. En 2018, CBR clasificó a Scotty como el noveno mejor personaje de la Flota Estelar de Star Trek.
En julio de 2019, Screen Rant clasificó a Scotty como el quinto personaje más inteligente de todo Star Trek (incluidas las series posteriores).